# Marjut
Marjut (arabsky بحيرة مريوط‎, ve starověku známé pod jménem Mareotis) je lagunové jezero v západní části delty Nilu v Egyptě. Je oddělené od Středozemního moře písečnou kosou, na jejíž vnější straně se nachází Alexandrie. Má rozlohu 200 km². Leží 3 m pod hladinou moře.

## Vodní režim
Jezero je spojené kanálem s Nilem. Maximální velikosti jezero dosahuje při vysokém vodním stavu na Nilu. Při nízkém stavu naopak jezero vysychá. Probíhá zde těžba soli. Jezero je udržováno pomocí čerpadel.